# Geograpsus
Genre
Geograpsus est un genre de crabes de la famille des Grapsidae.

## Liste des espèces
- Geograpsus crinipes (Dana, 1851)
- Geograpsus grayi (H. Milne-Edwards, 1853)
- Geograpsus lividus (H. Milne-Edwards, 1837)
- Geograpsus stormi De Man, 1895
- † Geograpsus severnsi Paulay & Starmer, 2011